# Taishi Taguchi
Taishi Taguchi (田口 泰士, Taguchi Taishi) est un footballeur international japonais né le 16 mars 1991 à Naha. Il évolue au poste de milieu de terrain.

## Biographie
Taguchi commence sa carrière professionnelle au Nagoya Grampus. Il fait ses débuts en première division lors de l'année 2009. La même saison, il joue un match en Ligue des champions de l'AFC.
En 2011, il est vice-champion du Japon. Lors de l'année 2012, il dispute trois rencontres en Ligue des champions de l'AFC, atteignant les huitièmes de finale de cette compétition.